# Estación Jardim São Paulo
Estación Jardim São Paulo-Ayrton Senna es una estación de la Línea 1 del metro de la ciudad Brasileña de São Paulo. Fue inaugurada por el gobernador Mário Covas el 29 de abril de 1998, en conjunto con las estaciones Tucuruvi y Parada Inglesa, en el marco del proyecto de expansión al norte de la ciudad de la Línea 1, iniciado en 1996.

## Ubicación
Se encuentra en la avenida Leôncio de Magalhães, 1000, en el barrio Jardim São Paulo, en el distrito de Santana, zona norte, junto al Parque Domingos Luís.

## Líneas de SPTrans
Líneas de la SPTrans que salen de la Estación Jardim São Paulo del Metro:
| Línea   | Destino     |
| ------- | ----------- |
| 178Y/10 | Vila Amelia |

## Características

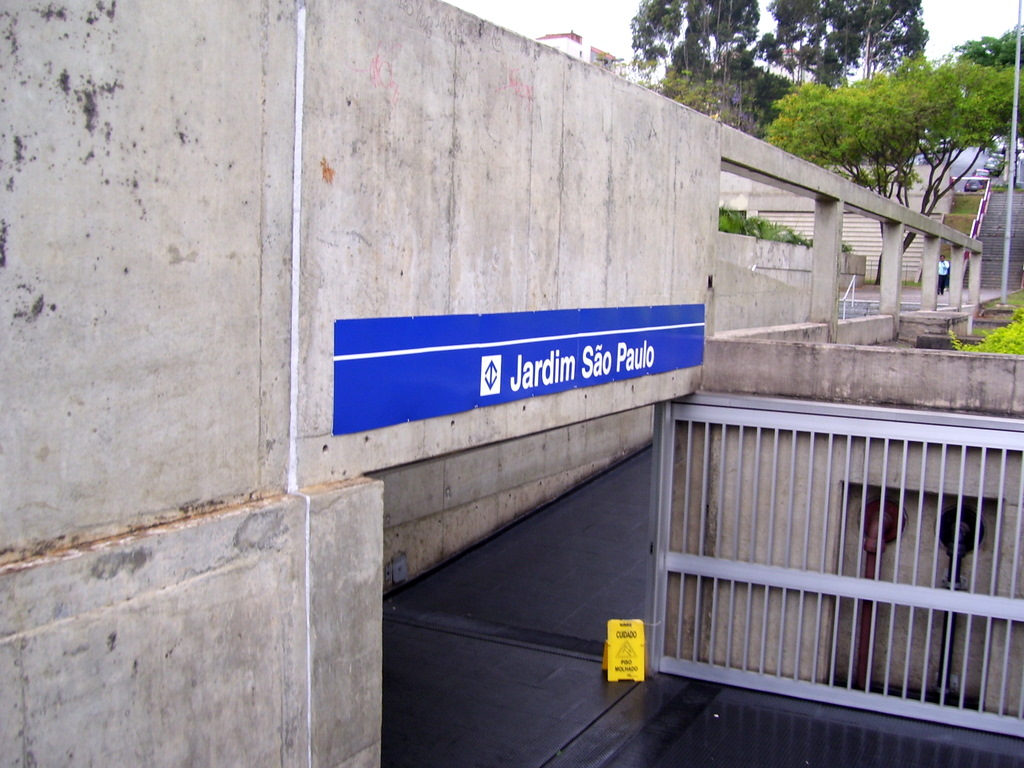
Entrada a la estación.

Se trata de una estación enterrada con estructura en concreto aparente y plataforma central ubicada abajo del corredor de distribución. Posee también aberturas para iluminación natural en el ambiente de la plataforma y un proyecto paisajístico diferenciado, con la presencia de jardines en el nivel del hall donde se ubican las boneterías y los molinetes. El proyecto de esta estación le otorgó a la arquicteta Meire Gonçalves Selli, el premio de la II Bienal Iberoamericana de Arquitectura e Ingeniería Civil de Madrid, en el año 2000.
Tiene 7.355m² de área construida.
Posee dos salidas, ambas ubicadas dentro del Parque Domingos Luís y que posibilitan el acceso para discapacitados físicos.

### Demanda media de la estación
La estación Jardim São Paulo-Ayrton Senna, es considerada la menos transitada de la línea, en conjunto con la Estación Carandiru. Tiene una entrada media de 12 mil pasajeros por día. Esta está ubicada en una región, tranquila, poco transitada, y de poca demanda.

## Proyecto de modificación de nombre
EL diputado Campos Machado del PTB propuso un proyecto para modificar de nombre la estación Jardim São Paulo a Jardim São Paulo-Ayrton Senna.
Dicha propuesta de modificación fue bastante criticada por su alto costo y por la confusión que podría ser causada con ese cambio de nombre.
Al comienzo el proyecto fue aprobado por la Asamblea, pero luego fue vetado por el gobernador de São Paulo, José Serra. Debido al veto, el nombre actual de la estación será mantenido.
Esto sería un homenaje más al piloto Ayrton Senna, pues ya existen otros homenajes en São Paulo, como la Rodovia Ayrton Senna.
En 2005 hubo intención de rebautizar el aeropuerto de Cumbica (Guarulhos) con el nombre de Aeropuerto Internacional de São Paulo/Guarulhos - Ayrton Senna da Silva, pero el proyecto de ley número 5.345 fue rechazado debido a que el aeropuerto ya posee el nombre de André Franco Montoro, además de esto, ya existiendo la autopista Ayrton Senna da Silva que sirve de acceso al Aeropuerto Internacional de São Paulo/Guarulhos.

## Alrededores de la estación
- Avenida Luiz Dumont Villares
- Teatro Jardim São Paulo

Educación
- Colegio Jardim São Paulo
- EEPSG Profº Antonio Lisboa
- EEPG República de Bolivia
- EMPG Profº Máximo de Moura Santos
- Escuela Municipal de Educación Infantil Arthur Etzel

Utilidad pública
- Casa Renacer Secretaria del Menor
- Clube Escola Jardim São Paulo
- CPA M3 Comando de Policiamento de Área
- Juzgado Electoral de 249º Zona
- Mirante de Santana
- Parque Domingos Luís
- SABESP - Laboratorio de Análisis
- SESC Santana
- Secretaria Municipal de Educación - NAE-2
- 5ºBPMM (Batallón de Policía Militar Metropolitano)